# Live at UMEDA CLUB QUATTRO, LIQUIDROOM
『Live at UMEDA CLUB QUATTRO, LIQUIDROOM』は、2018年6月5日にT-Palette Recordsから発売されたNegiccoのライブ・アルバム。

## 解説
2018年2月から3月にかけて行われたライブツアー「SPRING 2018 TOUR〜あなたの街に花束を〜」より、大阪・梅田CLUB QUATTRO公演とファイナル東京・LIQUIDROOMの2公演から7曲を収録。両公演にはCRCK/LCKSをサポートメンバーとして迎えており（LIQUIDROOM公演はdrumsのみサポートメンバー）、普段のNegiccoとは異なるバンドアレンジでの楽曲が楽しめるミニ・アルバム。本作は数量限定盤としてタワーレコードにて限定販売され、配信リリースはない。また、CDジャケットに収録曲の歌詞は掲載されておらず、アルバム・タイトルと曲名のほか、スタッフ・クレジットが記載されている。

## 収録曲
| #  | タイトル                                           | 作詞     | 作曲     |
| -- | -------------------------------------------------- | -------- | -------- |
| 1. | 「Make Up Prelude (2018.2.25)」                    |          | 長谷泰宏 |
| 2. | 「ねぇバーディア (2018.2.25)」                     | 池田貴史 | 池田貴史 |
| 3. | 「ライフ・イズ・キャンディ・トラベル (2018.2.25)」 | connie   | connie   |
| 4. | 「土曜の夜は (2018.2.25)」                         | connie   | connie   |
| 5. | 「カリプソ娘に花束を (2018.3.18)」                 | connie   | connie   |
| 6. | 「ともだちがいない! (2018.3.18)」                  | 福富優樹 | 畳野彩加 |
| 7. | 「さよならMusic (2018.2.25)」                      | connie   | connie   |

## クレジット
- 「SPRING 2018 TOUR〜あなたの街に花束を〜」
- UMEDA CLUB QUATTRO (2018.2.25)
- LIQUIDROOM (2018.3.18)

- CRCK/LCKS（クラックラックス）
- 小西遼 - キーボード、サックス、ボコーダー
- 小田朋美 - ピアノ
- 井上銘 - ギター
- 越智俊介 - ベース
- 石若駿 - ドラムス

- 前田大輔 - トロンボーン (M5)
- 福森康 - ドラムス（サポート） (M5,M6)

- 溝口壽 (Power City) - ライブ録音 (2018.2.25)
- 諸橋響子 (Power City) - ライブ録音 (2018.2.25)
- 西村宙明 (Power City) - ライブ録音 (2018.2.25)
- 溝口直 (Power City) - ライブ録音 (2018.2.25)

- 村上智哉 (SOUND CREW) - ライブ録音 (2018.3.18)
- 窪田美希 (SOUND CREW) - ライブ録音 (2018.3.18)

- 兼重哲哉 - ミキシング & マスタリング

- 伊藤岳 - アートディレクション
- タイコウクニヨシ - 撮影

- Nao☆、Megu、Kaede - Negicco
- connie - プロデュース

- 熊倉維仁（EHクリエイターズ） - マネジメント
- 石川直美（EHクリエイターズ） - マネジメント
- 雪田容史（EHクリエイターズ） - ディレクション
- 嶺脇育夫 (TOWER RECORDS) - 製作総指揮
- 吉野省吾 (TOWER RECORDS) - レーベル・プロデュース
- 笠原時生 (TOWER RECORDS) - レーベル・A&R

- 阿部淳 (APOLLO SOUNDS) - CRCK/LCKS マネジメント